# Орса
Орса (швед. Orsa) (або Урса) — містечко (tätort, міське поселення) у центральній Швеції в лені Даларна. Адміністративний центр комуни Орса.

## Географія
Містечко знаходиться у північній частині лена Даларна за 318 км на північний захід від Стокгольма.

## Історія
У 1901 році значну частину старого центру Орси зруйновала пожежа. Церква була однією з небагатьох будівель, які збереглися. У зв'язку з реконструкцією поруч із залізницею, яка відкрилася для перевезень ще десять років тому, була створена нова забудова центру.

## Герб міста
Герб ландскомуни Орса було прийнято 1943 року.
Сюжет герба: у золотому полі три червоні шліфувальні камені (два над одним).
Орса відома була виробництвом шліфувальних каменів. Їх зображення містилося на парафіяльній печатці з 1720 року. Цей сюжет і ліг в основу герба комуни.
Після адміністративно-територіальної реформи, проведеної в Швеції на початку 1970-х років, муніципальні герби стали використовуватися лишень комунами. Цей герб був 1971 року перебраний для нової комуни Орса.

## Населення
Населення становить 5  493 мешканців (2018).

## Спорт
У поселенні базується спортивний клуб Орса ІК, з якого виділилися окремі секції футболу та хокею.

## Галерея

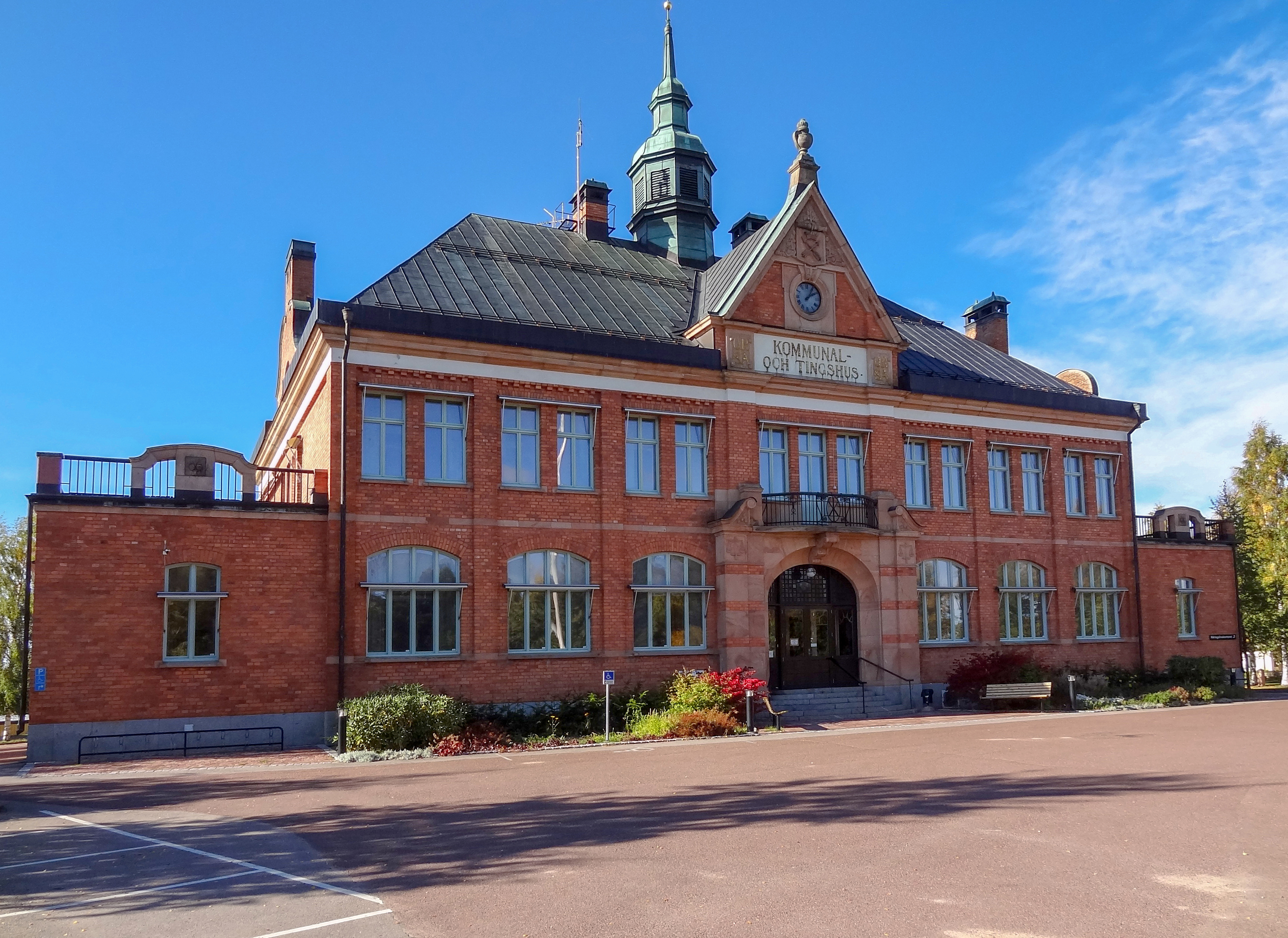
Управа комуни
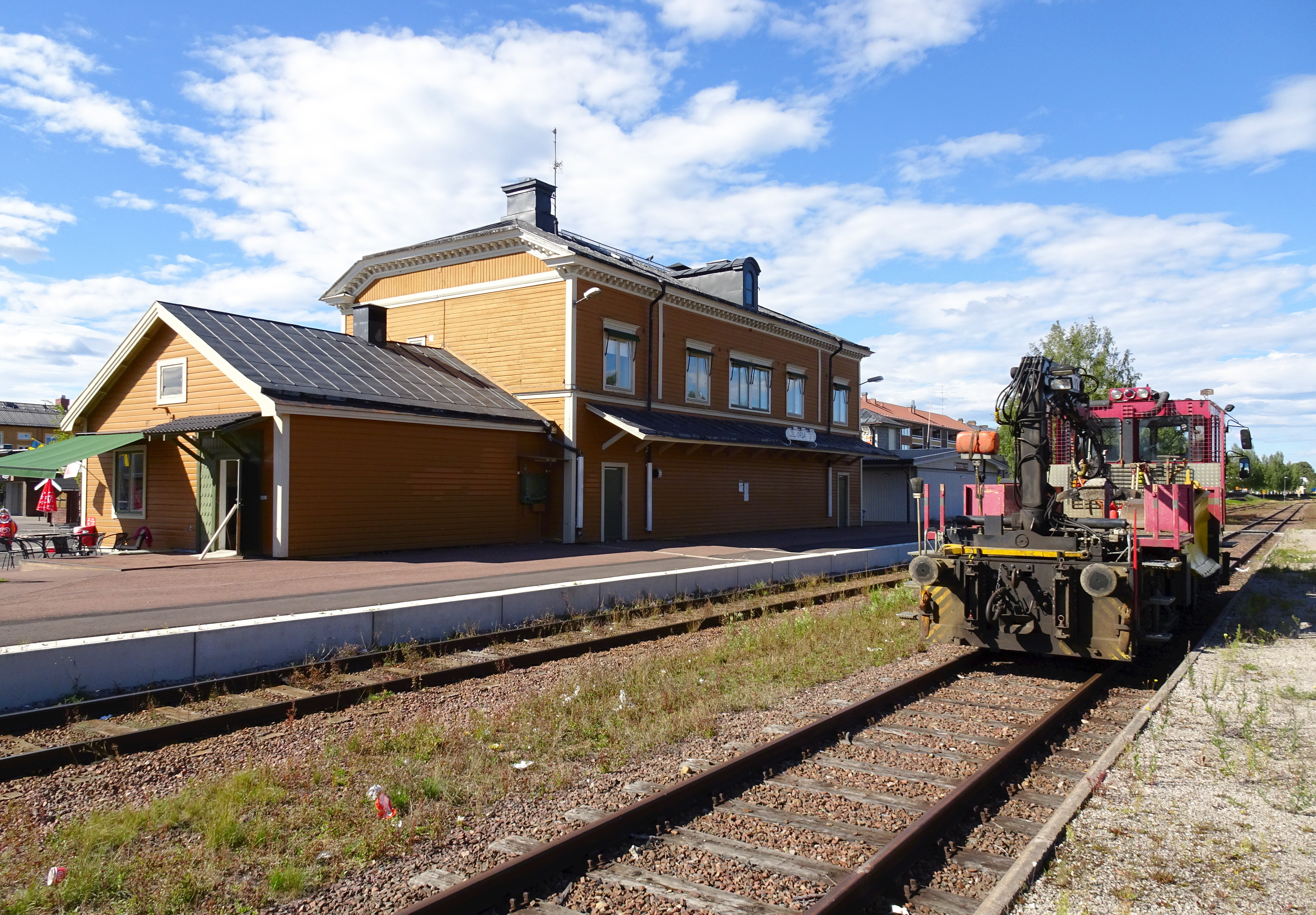
Залізнична станція
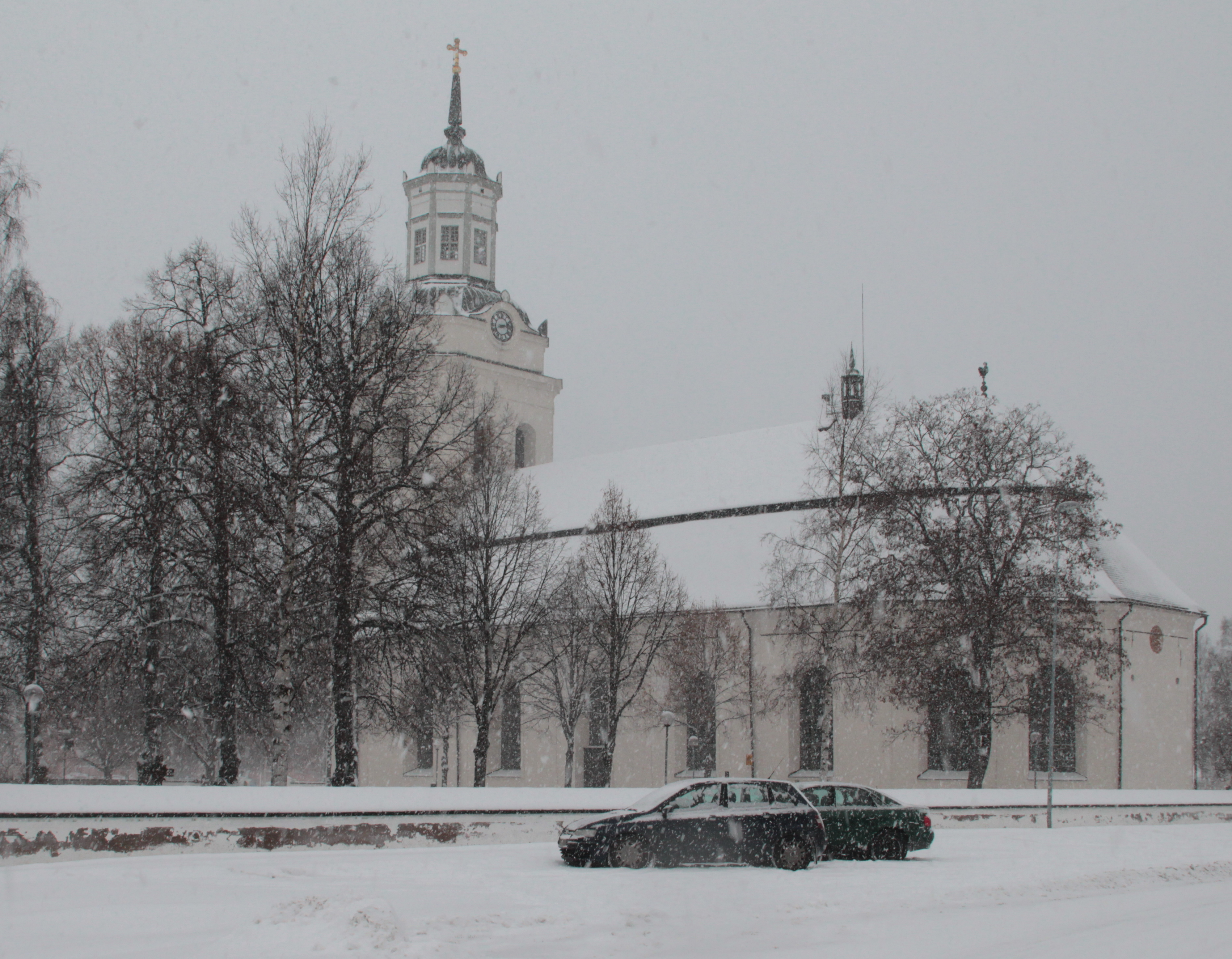
Церква
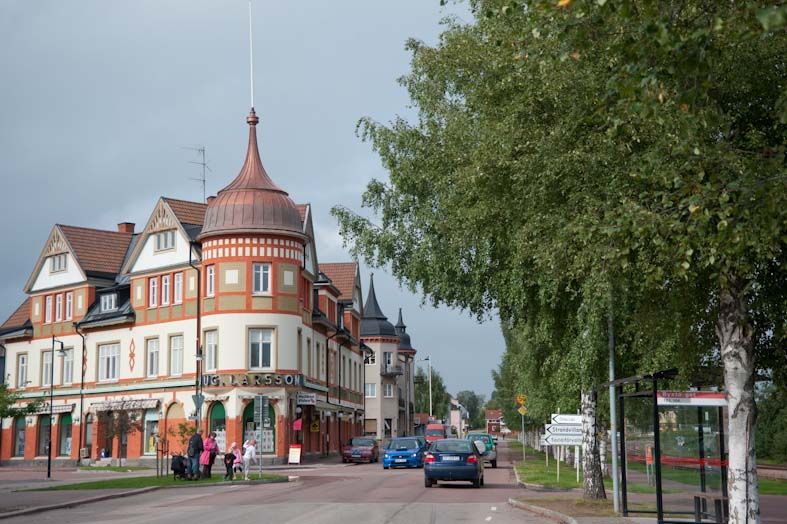
У центрі міста

## Покликання
- Сайт комуни Орса [Архівовано 18 лютого 2008 у Wayback Machine.]